# Ernie Mills
Ernest Victor „Ernie” Mills (ur. 10 kwietnia 1913 w Islington, zm. 10 października 1972 w Londynie)  – brytyjski kolarz torowy i szosowy, brązowy medalista olimpijski.

## Kariera
Największy sukces w karierze Ernie Mills osiągnął w 1936 roku, kiedy wspólnie z Harrym Hillem, Ernestem Johnsonem i Charlesem Kingiem zdobył brązowy medal w drużynowym wyścigu na dochodzenie podczas igrzysk olimpijskich w Berlinie. Był to jedyny medal wywalczony przez Millsa na międzynarodowej imprezie tej rangi. Był to również jego jedyny start olimpijski. W 1938 roku wystartował na igrzyskach Imperium Brytyjskiego w Sydney, gdzie zdobył brązowy medal w wyścigu na 1 km. Na tej samej imprezie zajął również czwarte miejsce w szosowym wyścigu ze startu wspólnego. Nigdy nie zdobył medalu na szosowych ani torowych mistrzostwach świata.